# Triumph TR5
Der Triumph TR5 war ein von Juli 1967 bis September 1968 produzierter Roadster des britischen Autoherstellers Triumph aus Coventry. Von ihm wurden in 15 Monaten 2947 Fahrzeuge gebaut.

## Entstehung
Der TR5 ähnelte mit der vom Turiner Designer Giovanni Michelotti gestalteten Karosseri stark seinem Vorgänger, dem TR4 bzw. TR4A. Äußerlich unterschied er sich lediglich durch S-förmig geschwungene Auspuffendrohre (Doppelrohr), breitere seitliche Zierleisten, einen geringfügig veränderten Kühlergrill sowie andere Embleme. Der größte Unterschied war unter der Motorhaube: Der TR5 PI (Petrol Injection) hatte einen 2,5 Liter Reihen-Sechszylindermotor mit mechanischer Saugrohreinspritzung von Lucas Industries, der 143 PS (105 kW) leistete. Mit ihm beschleunigte der Wagen in 8,1 s von 0 auf 100 km/h und erreichte eine Höchstgeschwindigkeit von 189 km/h. Dieser Motor wurde auch im Nachfolger, dem TR6, verwendet.
Der Basispreis betrug 1968 in Großbritannien für das Modell mit Softtop 1260 Pfund Sterling (£) und 1255 £ für das Hardtopmodell. Für 60 £ war ein Overdrive erhältlich. Eine sogenannte „kleine Persenning“ (Abdeckung) für das aufgeklappte Faltdach konnte für £13 bestellt werden.

## Der TR250
Wegen der Saugrohreinspritzung entsprach der TR5 nicht mehr den amerikanischen Abgasbestimmungen. Für den US-Markt wurde der TR5 daher zum TR250 modifiziert. Der Motor wurde mit zwei Stromberg-Vergasern versehen. Damit leistete er 77 kW und beschleunigte den Wagen von 0 auf 100 km/h in 10,6 s Die Höchstgeschwindigkeit betrug 172 km/h. Der TR250 verkaufte sich deutlich besser als der TR5. Von ihm wurden 8484 Exemplare verkauft.

## Bildergalerie

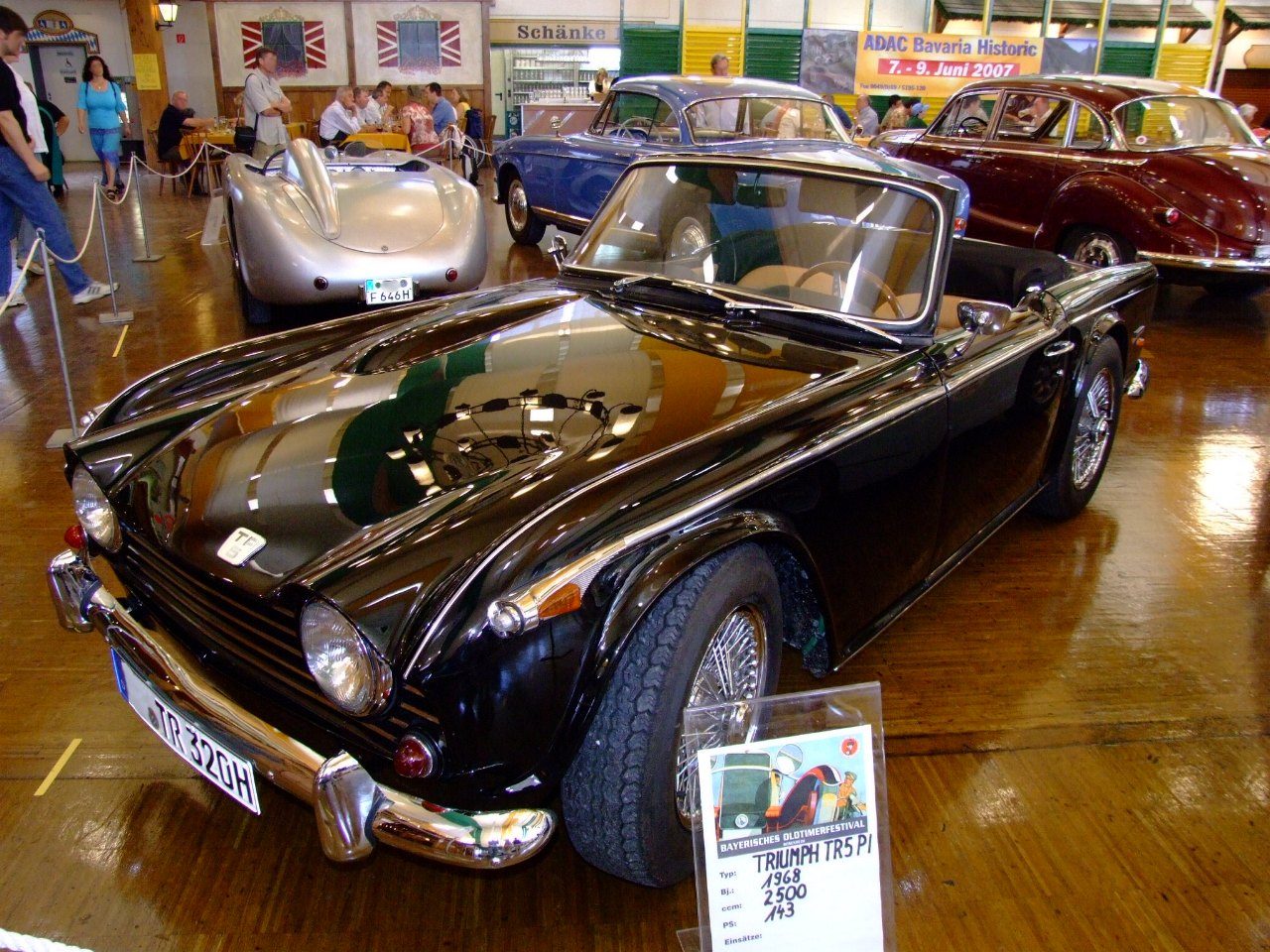
Triumph TR5 PI von 1968
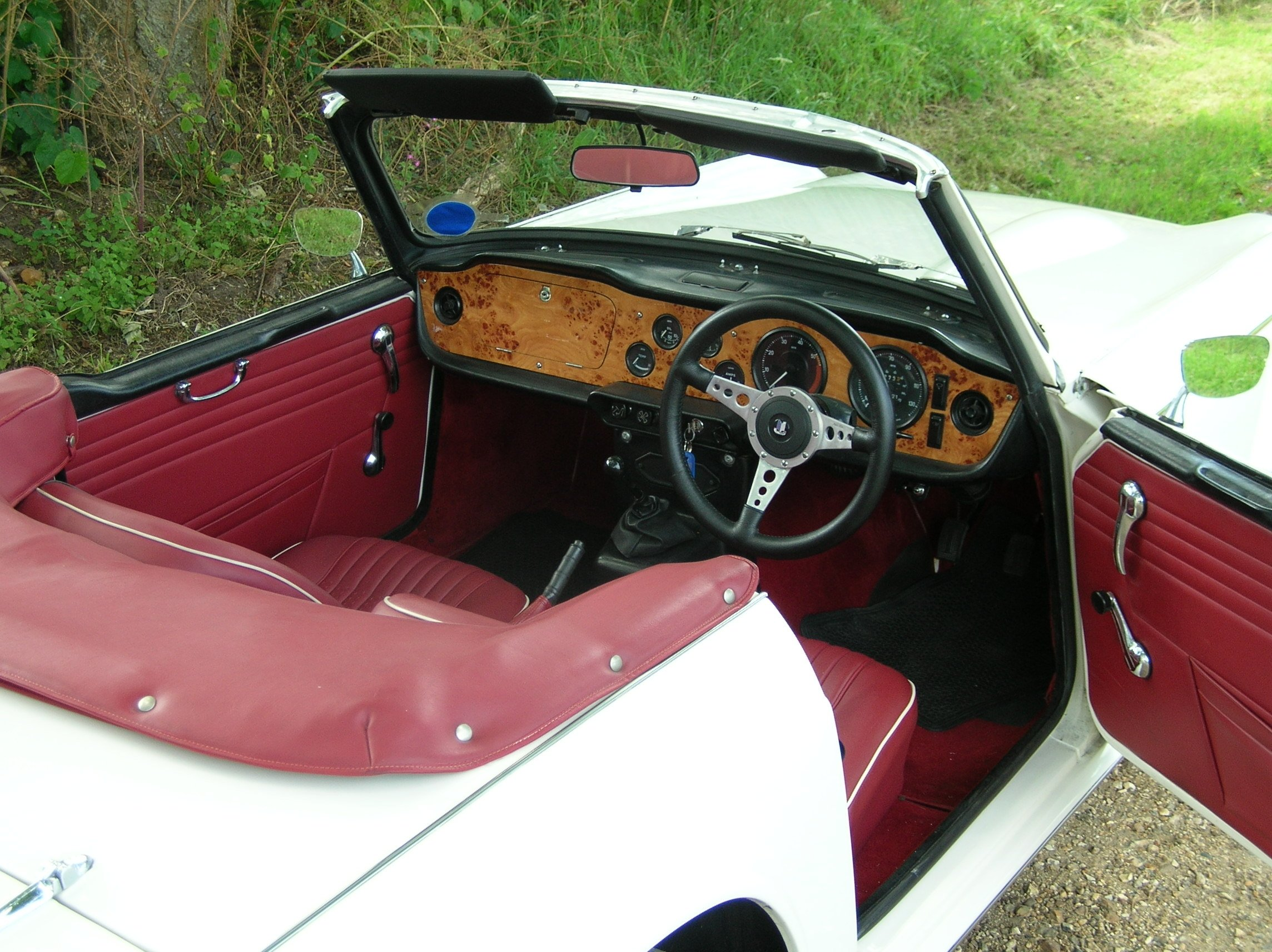
Triumph TR5, Interieur
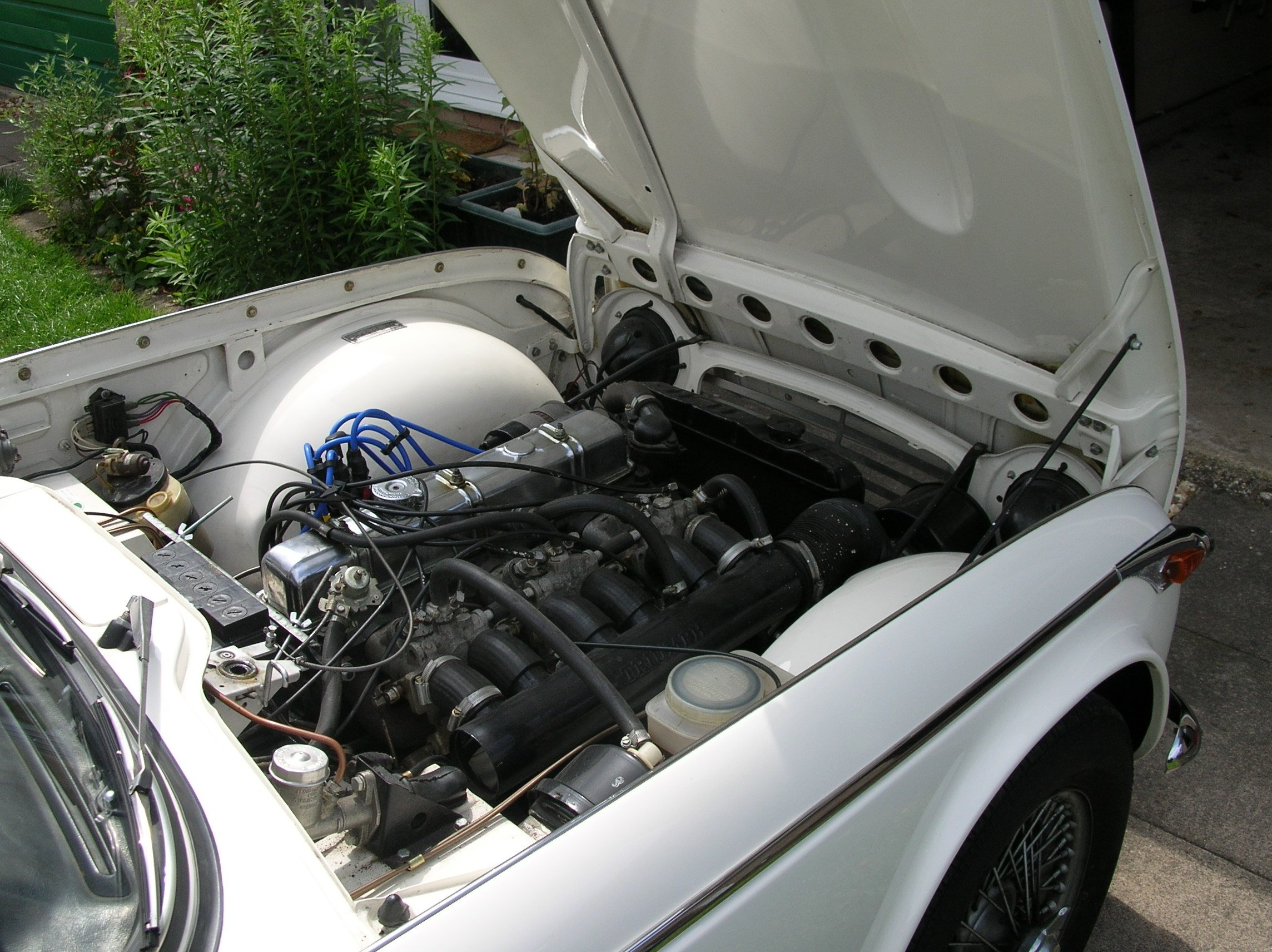
Triumph TR5, Motor
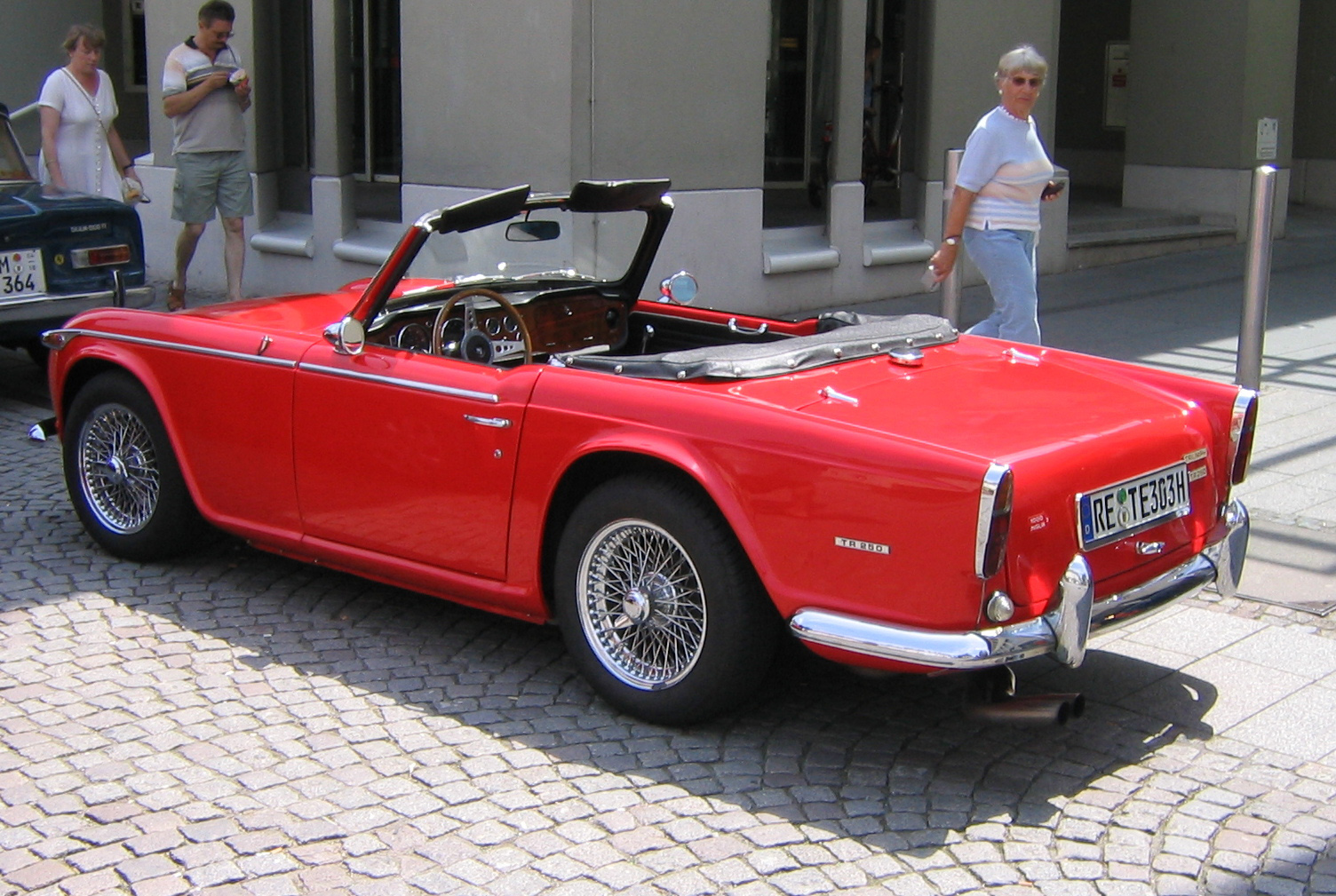
Triumph TR250